# Raj (katonaság)

A NATO térképészeti jelzése a baráti gyalogsági raj jelölésére

A raj katonai alegység elnevezése. Nem a legkisebb egység mivel 2-3 tűzcsoportból áll ami tovább bontható kétfős tűzpárokra . ( A tűzpár a legkisebb katonai egység ! ) Általánosságban elmondható, hogy 8–15 fő alkotja. Ennek az alegységnek általában nem tiszt a vezetője, hanem alacsonyabb rendfokozatú tiszthelyettes (altiszt) vagy jól kiképzett tisztes. Egyes országok, főleg az angolszász hadseregekben, és Hazánkban is, a rajt tovább bonthatják tűzcsoportra (fireteam).

## Minták az egyes nemzeteknél

### Magyarország
A Magyar Honvédségben, a sorkatonai rendszerben akár 10–14 fő is alkotott egy rajt és őrvezetők, illetve tizedesek voltak a vezetőik.
A raj a legkisebb harcászati alegység, általában 6-12 főből áll, rendszerint valamilyen szakasz állományába tartozik.
A raj felépítése (változat):
- rajparancsnok;
- rajparancsnok-helyettes;
- harcjármű-irányzó (ha harcjárművel van a raj felszerelve);
- harcjárművezető (ha harcjárművel van a raj felszerelve);
- 2-4 fő lövész (1-2 fő gépkarabélyos, 1 fő páncéltörő gránátvetős);
- 1-2 fő géppuskás.

Jelenleg a 10 fő befogadására képes BTR–80 páncélozott szállító harcjármű van rendszeresítve a lövész alegységeknél, de csak 8 fős rajt szállít.
- rajparancsnok;
- rajparancsnok-helyettes; (RPG-s)
- géppuska irányzó
- géppuska irányzó
- gépkarabélyos (RPG-s felkészítés)
- gépkarabélyos (Harctéri életmentő "CLS" felkészítés)
- harcjármű vezető
- harcjármű irányzó

A harckocsizó alegységeknél a raj szintű szerveződést kezelőszemélyzetnek hívják. A Magyar Honvédségben jelenleg a T–72 harckocsi van rendszeresítve, ami 3 fős személyzettel (parancsnok, vezető és irányzó) rendelkezik.
A felderítő alegységeknél felderítő csoportoknak nevezik a raj szintű szerveződési szintet.

### Amerikai Egyesült Államok
Az Egyesült Államok haderejében egy raj két tűzcsapatra bontható, csapatonként 4 vagy 5 katonával. A raj így 8–10 fő, a vezetője tiszthelyettes. A tengerészgyalogságnál a tipikus raj 3 tűzcsoportból áll, csoportonként 4 fővel.

### Kína (1949–)
A raj a kínai hadsereg alapegysége és 14 katona alkotja, melyből 2 golyószórós/géppuskás és 12 lövész.

## Rajparancsnokok
A raj parancsnoka szárazföldi erők esetében általában legénységi állományban lévő katona, általában tizedes vagy szakaszvezető rendfokozatban. Lehetnek ettől eltérően szervezett katonai alegységek. A légierő szervezetében lévő repülő raj és a többi fegyvernemek rajai, természetesen más a szárazfölditől lényegesen eltérő felépítést mutathatnak.

## Fordítás
- Ez a szócikk részben vagy egészben  a   Squad című angol Wikipédia-szócikk fordításán alapul.  Az eredeti cikk szerkesztőit annak laptörténete sorolja fel. Ez a jelzés csupán a megfogalmazás eredetét és a szerzői jogokat jelzi, nem szolgál a cikkben szereplő információk forrásmegjelöléseként.